# Murero
Murero là một đô thị ở tỉnh Zaragoza của Tây Ban Nha. Murero có diện tích 18,25 km². Đô thị này nằm ở độ cao 707 m trên mực nước biển. Dân số năm 2007 là 163 người với mật độ dân số 8,93 người/km².